# Phormobothrium affine
Phormobothrium affine är en plattmaskart som först beskrevs av Olsson 1867.  Phormobothrium affine ingår i släktet Phormobothrium och familjen Phyllobothriidae. Inga underarter finns listade i Catalogue of Life.